# Kini Kapahu Wilson
Kini Kapahu Wilson, nata come Ana Kini Kapahukulaokamāmalu Kuululani McColgan Huhu (4 marzo 1872 – 24 luglio 1962), è stata una ballerina, musicista e cantante statunitense nativa delle Hawaii.
Moglie del sindaco di Honolulu, John H. Wilson, è stata riconosciuta come la "First Lady Onoraria" delle isole Hawaii. Nel marzo del 2017, l'Hawai'i Magazine ha incluso Kapahu nella lista delle donne più influenti nella storia hawaiana.
Kapahu ha anche raccontato di aver inventato la gonna di foglie di tī, un indumento tradizionale hawaiano.

## Biografia

### I primi anni
Kini Kapahu nacque a Honolulu il 4 marzo del 1872. Quattordicesima figlia di Kalaʻiolele, hawaiana, e del sarto irlandese e proprietario di piantagioni di canna da zucchero John C. McColgan. È diventata la figlia hānai di Kapahukulaokamāmalu, una sconosciuta che aveva assistito sua madre durante il parto. Poiché Kapahukulaokamāmalu e suo marito Kuʻula non avevano figli, Kalaiolele diede sua figlia in adozione hānai alla coppia. La ragazza prese il nome di Kini Kapahu, come sua madre adottiva hanai.
Kini è cresciuta accanto al re Kalākaua e ha frequentato la scuola per soli tre anni. Ha imparato a ballare l'hula da sua madre, ballerina di corte e cantante. All'età di 14 anni, fu invitata dal re a unirsi alla compagnia di danza hula della corte, Hui Lei Mamo. In un primo momento la ragazza si oppose, ma due anni più tardi la regina Kapiolani la convinse ad accettare. Divenne allora una delle sette danzatrici del re e ricevette lezioni di danza hawaiana, ballo da sala, canto e ukulele.

### Le tournée internazionali
Dopo la morte del re, occorsa nel 1891, Kini imparò la danza hawaiana dai Kauaiani Kapaona e Namakeʻelua. Ha imparato le forme sacre e tradizionali hula pahu e hula ālaʻapapa. Nel 1893 fece un primo tour negli Stati Uniti, esibendosi in città come San Francisco e Portland, e prese parte alla Fiera Colombiana di Chicago. L'anno successivo fu in tournée in Europa, esibendosi a Parigi alle Folies Bergère, in Germania per il Kaiser Guglielmo II e in Russia per lo zar Nicola II. Tornò poi a Chicago nel 1895.
Negli anni successivi, Kapahu prese parte ad altre tournée, nel corpo di ballo hawaiano. Si esibì a Omaha nel 1898 e all'Esposizione panamericana di Buffalo nel 1901.

### Il matrimonio e l'impegno politico
Kapahu sposò l'ingegnere John H. Wilson l'8 maggio 1908. I due si trasferirono a Molokai e vissero nella valle di Pelekunu, dove Kapahu coltivava il taro. Tornarono a Honolulu undici anni più tardi, nel 1919, e Wilson fu eletto sindaco della città. Dopo la ratifica del diciannovesimo emendamento, col quale si impediva agli stati membri di negare il diritto di voto ai cittadini statunitensi sulla base del loro sesso e, quindi, si garantiva alle donne di tutto il Paese di votare, Kapahu organizzò un incontro per le donne del territorio per "discutere la nuova sfera della femminilità così come creata dall'emendamento a suffragio uguale". Da allora in poi ha sostenuto la carriera politica del marito, rieletto sindaco, e poi direttore delle poste del territorio e amministratore della sicurezza sociale e del benessere pubblico.
La Legislatura dello Stato delle Hawaii ha designato Kapahu come "First Lady Onoraria" dopo che nel 1959 lo stato delle Hawaii fu accettato come 50º stato degli Stati Uniti d'America. Nel dicembre 1960, Kapahu andò a Palazzo Iolani per esprimere uno dei quattro voti elettorali delle Hawaii per le elezioni presidenziali di quell'anno.
Kapahu morì il 24 luglio 1962 al Queen's Hospital di Honolulu a seguito di un ictus, all'età di 90 anni. È stata sepolta accanto a suo marito nel cimitero di Oahu, nella valle di Nu'uanu.